# Camilla Marzano d’Aragona

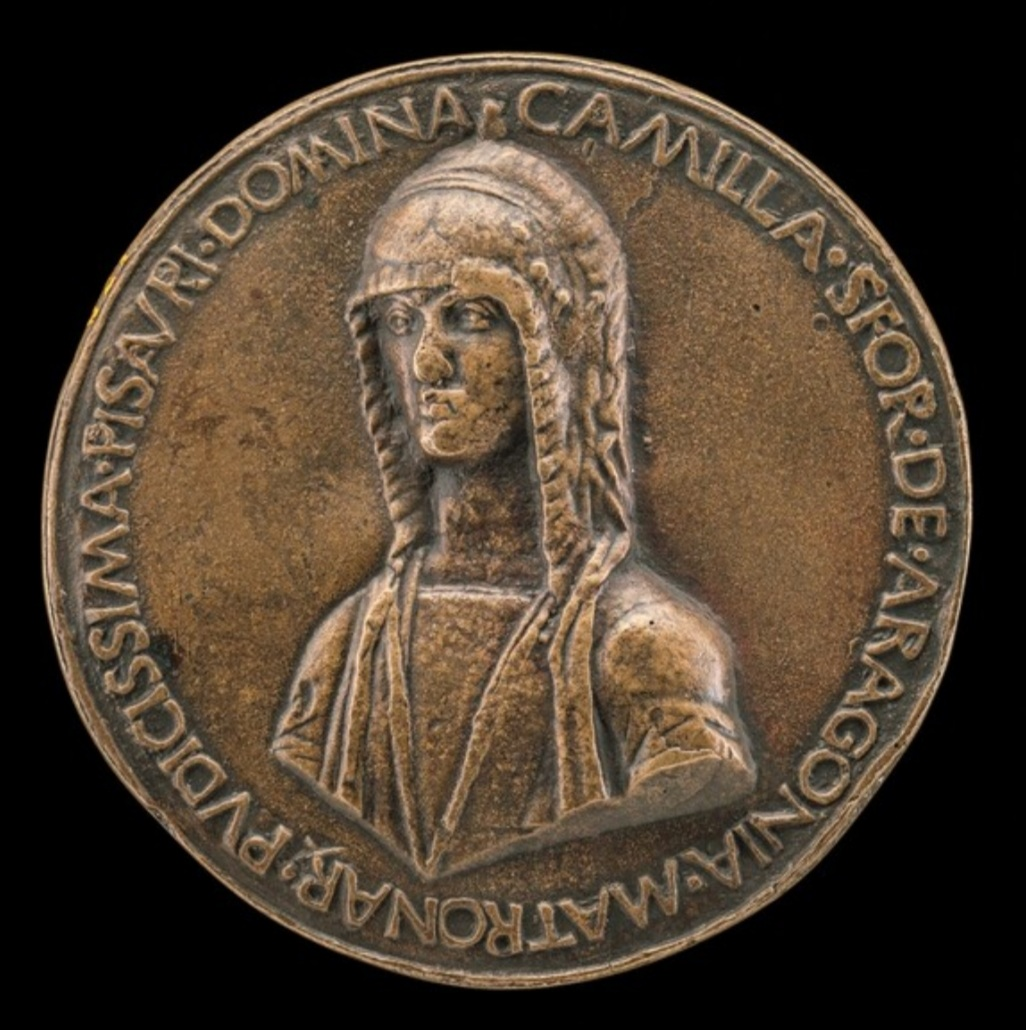
Medaille der Camilla Marzano d’Aragona, National Gallery of Art, 1490–1495.

Camilla Marzano d’Aragona, genannt Covella (* 15. Jahrhundert; † nach 1514), war eine italienische Adelige, die mit dem Herrn von Gradara und Pesaro verheiratet war.

## Leben
Camilla Marzano d’Aragona war die Tochter von Marino Marzano, 1. Fürst von Rossano und 6. Herzog von Sessa, und Eleonore d’Aragona, der leiblichen und legitimierten Tochter des Königs des Königreichs Neapel, Alfons V. von Aragon.
Nach der Gefangennahme ihres Vaters im Jahre 1464 und der Beschlagnahmung seiner Güter wurden Camilla und ihre Mutter von König Ferdinand I. von Aragon nach Aversa gebracht.

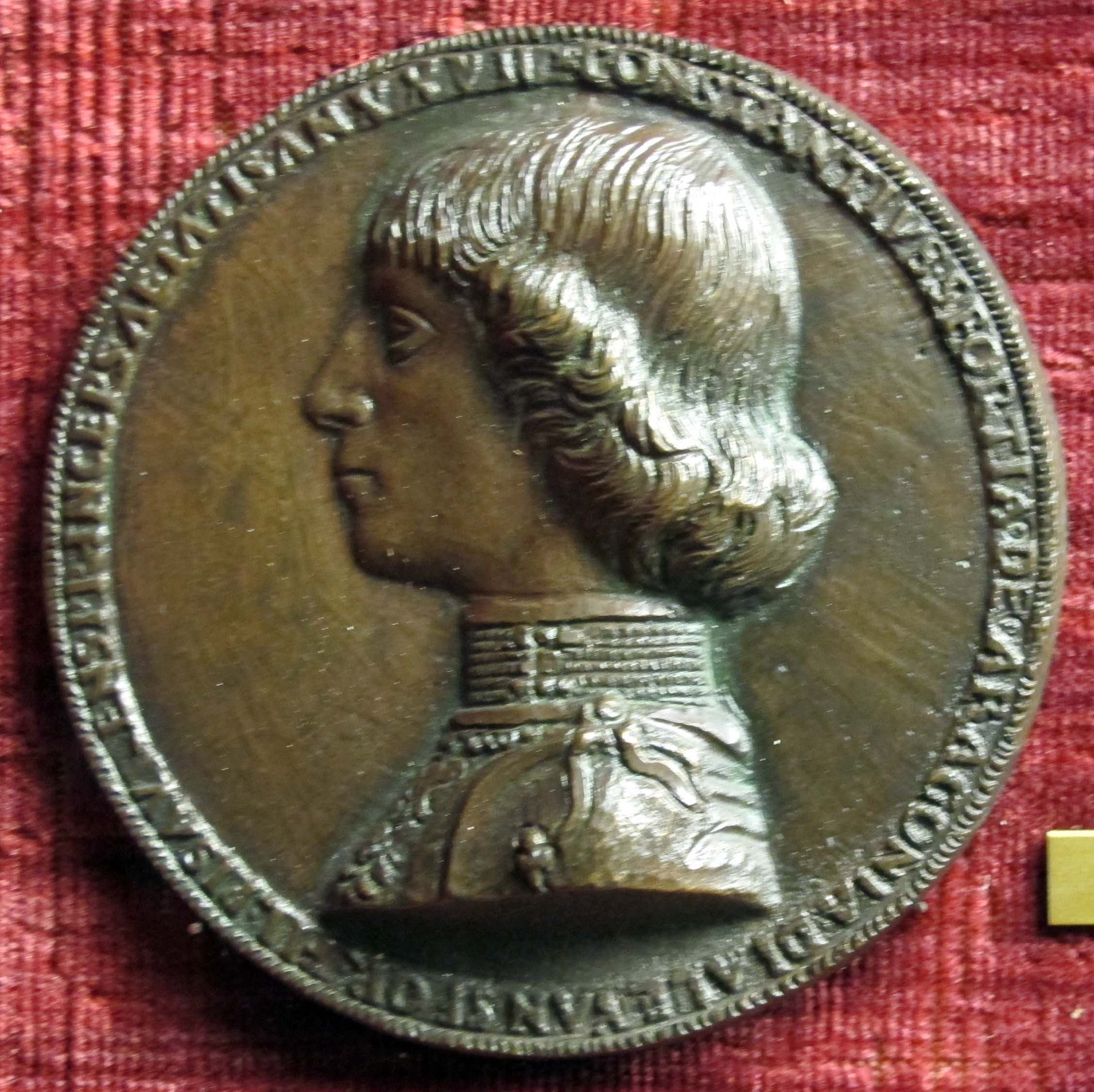
Medaille von Costanzo I. Sforza

Als ihre Mutter 1474 starb, wurde sie am Hof von Neapel erzogen, und König Ferrante wollte sie mit Costanzo I. Sforza, dem Herrn von Pesaro, verheiraten, was im darauffolgenden Jahr geschah. Camilla führte oft den Feudalstaat, wenn ihr Mann im Krieg war.
Nach dem Tod ihres Mannes am 19. Juli 1483 regierte sie den Feudalstaat bis Oktober desselben Jahres, als Costanzos leiblicher Sohn Giovanni Sforza die Herrschaft übernahm.
Am 7. Mai 1490 verließ sie Pesaro in Richtung des Schlosses von Torricella, das sich im Besitz der Familie Sforza aus Pesaro befand. Hier blieb sie bis 1499, als sie nach der französischen Invasion des Herzogtums Mailand den Schutz der Familie Sforza verlor und die Burg verlassen musste.

## Abstammung
| Vater Marino Marzano      | Giovanni Antonio Marzano | Giacomo Marzano               | Roberto Marzano                    |
| Vater Marino Marzano      | Giovanni Antonio Marzano | Giacomo Marzano               | ?                                  |
| Vater Marino Marzano      | Giovanni Antonio Marzano | Caterina Sanseverino          | Ruggero Sanseverino                |
| Vater Marino Marzano      | Giovanni Antonio Marzano | Caterina Sanseverino          | Marchesa del Balzo                 |
| Vater Marino Marzano      | Covella Ruffo            | Carlo Ruffo                   | Antonio Ruffo                      |
| Vater Marino Marzano      | Covella Ruffo            | Carlo Ruffo                   | Giovanna „Giovannella“ Sanseverino |
| Vater Marino Marzano      | Covella Ruffo            | Ceccarella Sanseverino        | Ugo Sanseverino                    |
| Vater Marino Marzano      | Covella Ruffo            | Ceccarella Sanseverino        | ?                                  |
| Mutter Eleonora d’Aragona | Alfons V. von Aragon     | Ferdinand I. von Aragon       | Johann I. (von Kastilien)          |
| Mutter Eleonora d’Aragona | Alfons V. von Aragon     | Ferdinand I. von Aragon       | Eleonora d’Aragona                 |
| Mutter Eleonora d’Aragona | Alfons V. von Aragon     | Eleonore Urraca von Kastilien | Sancho d’Alburquerque              |
| Mutter Eleonora d’Aragona | Alfons V. von Aragon     | Eleonore Urraca von Kastilien | Beatrice von Portugal              |
| Mutter Eleonora d’Aragona | Gueraldona Carlino       | ?                             | ?                                  |
| Mutter Eleonora d’Aragona | Gueraldona Carlino       | ?                             | ?                                  |
| Mutter Eleonora d’Aragona | Gueraldona Carlino       | ?                             | ?                                  |
| Mutter Eleonora d’Aragona | Gueraldona Carlino       | ?                             | ?                                  |